# Jan Olof Rudén
Jan Olof Rudén, född 28 augusti 1937 i Helsingfors, är en svensk musikolog och musikbibliotekarie.
Rudén, som är uppväxt i Västerås, studerade romanska språk, konsthistoria och musikforskning i Uppsala och blev fil. lic. i musikvetenskap 1969. Han har tjänstgjort som amanuens och bibliotekarie vid Uppsala universitetsbiblioteks handskriftsavdelning. Åren 1974–2002 var han bibliotekarie vid Svensk musik. Rudén har haft flera förtroendeuppdrag inom svenskt musikliv och var 1990–2015 sekreterare i och redaktör för Hugo Alfvénsällskapet.
Rudén har bidragit med en mängd artiklar i skilda ämnen och vetenskapliga verk, framför allt inom svensk musikhistoria och biografier över svenska tonsättare. Det mest omfattande arbetet torde vara del 2 av Musiken i Uppsala under stormaktstiden som behandlar åren
1660–1730 och utkom i Uppsala 2023.